# Alberto Garlini
Alberto Garlini (Parma, 19 marzo 1969) è uno scrittore e poeta italiano.

## Biografia
Nato a Parma, pordenonese d’adozione, comincia a scrivere a quattordici anni con la volontà, dirà ironicamente in seguito, “in base a idee sbagliatissime, di fare lo scrittore”. Attualmente curatore del festival letterario Pordenonelegge.it, nonché fautore del simposio di scrittura Pordenonescrive, inizia il suo percorso di autore pubblicando per la collana “Indicativo Presente”, diretta dallo scrittore Giulio Mozzi per Sironi Editore, facendosi notare dalla critica con Fútbol Bailado. In seguito ha pubblicato opere di poesia e narrativa, alcune delle quali tradotte anche in Paesi Bassi e Francia. Tra i libri di maggior successo, Tutto il mondo ha voglia di ballare (Arnoldo Mondadori Editore, 2007) e La legge dell’odio (Einaudi Stile Libero, 2012). Nel 2019 è stato inserito tra i 22 autori scelti da Diabasis per la realizzazione dell’antologia celebrativa per “Parma 2020” Capitale italiana della cultura, Parma. I narratori raccontano la loro città, a cura di Davide Barilli, Domenico Cacopardo e Guido Conti. Quella  espressa dal suo racconto, che vede un capodoglio fuoriuscito dall’immaginazione di chissà chi, spiaggiato nella piazza del centro, è una prospettiva surreale e cinematografica sulla città d’origine.
Premio Hemingway
È presidente di giuria del Premio Letterario Hemingway di Lignano Sabbiadoro.

## Opere

### Poesia
- Sottovetro, La barca di babele, 1999.
- Le cose che dico adesso, Nuovadimensione, 2001.

### Romanzi
- Friulani brava gente, ed. Biblioteca dell’immagine, 1999.
- Una timida santità, Sironi Editore, 2002. ISBN 9788851800048
- Fútbol Bailado, Sironi Editore, 2004.[10]( in lingua francese Christian Bourgois editeur, 2008) ISBN 9788851800420
- Tutto il mondo ha voglia di ballare, ed. Mondadori, 2007.[11] ISBN 9788804555377
- Venise est une fête, Christian Bourgois editeur, 2008.
- La legge dell'odio, Einaudi Stile Libero, 2012. (in lingua olandese De Bezige Bij) ISBN 9788806203320
- Piani di Vita, ed. Marsilio, 2015.[12] ISBN 9788831721974
- Il Fratello Unico, ed. Mondadori, 2017. ISBN 9788804673361
- Il fico di Betania, Aboca Edizioni, 2019. ISBN 9788855230049
- Il canto dell'ippopotamo, ed. Mondadori, 2019[13]. ISBN 9788804712381
- Il sole senza ombra, ed. Mondadori, 2021.

### Saggi
- Alberto Garlini e Caterina Bonvicini, L'arte di raccontare, ed. Nottetempo, 2015.[14]